# Luca Tramontin
Luca Tramontin (Belluno, 22 febbraio 1966) è un ex rugbista a 15 e autore televisivo italiano.
Autore di serie TV, già commentatore e opinionista per Eurosport, Sportitalia, SBS Australia  e per la svizzera RSI. È anche allenatore, analista e storico degli sport britannici.

## Televisione
Studioso di rock, cinema e fiction, argomenti che ha trattato per cinque anni a Tele+, nel 1996 ha conseguito il diploma di autore per serie e programmi TV di Mediaset Antenna Cinema. Ha lavorato a Mediaset nel 1999 prima di passare a Eurosport e Sportitalia per tornare a Rugby e Sport.
Per cinque anni ha condotto su Sportitalia insieme a Daniela Scalia il programma televisivo SI Rugby, al cui interno era compreso lo spazio dell'IRB Total Rugby. 
Per Eurosport ha commentato anche altri sport, di preferenza quelli che pratica a livello amatoriale a fianco del rugby, cioè football australiano, rugby a 13, vari tipi di hockey, cricket e sport gaelici.
Dal 2010 è corrispondente dell'emittente radiofonica australiana SBS per il football australiano, il rugby union, il rugby league e il cricket.
Da febbraio a maggio 2013, sempre in coppia con Daniela Scalia, ha condotto settimanalmente su Espansione tv il magazine di tecnica, tattica e divulgazione ESP Hockey, un programma basato sul campionato svizzero di hockey ghiaccio.
È ospite ricorrente delle trasmissioni sportive di RSI, per cui ha commentato la Coppa del Mondo di Rugby 2023.

## Sport Crime
Al MIPTV festival di Cannes 2016 Tramontin ha presentato il primo trailer della serie TV Sport Crime, la fiction scritta con Daniela Scalia, le cui vicende ruotano intorno alle investigazioni sportive dell'Agenzia Seams .  
La prima stagione (6 episodi) è distribuita da Amazon Prime Video negli Stati Uniti e nel Regno Unito. In Italia la serie è disponibile su Chili .
Tra i protagonisti e i personaggi ricorrenti ci sono gli attori Daniel McVicar ("Beautiful"), Elettra Mallaby, Linda Messerklinger; tra le star sportive il cestista Alessandro Abbio, il rugbista Stefano Bettarello, la ginnasta Giada Grisetti. 
Gli episodi 5 e 6 dedicati alla preparazione atletica delle rockstar hanno per protagonista il chitarrista di Rod Stewart e Johnny Hallyday Robin Le Mesurier.
Daniela Scalia ha dichiarato: «Non mi aspettavo tutto questo affetto» all'uscita della serie . Alla Mostra del Cinema di Venezia 2023 è stata annunciata la seconda stagione.
Tramontin ha dichiarato a Sport di Più Magazine (che gli ha dedicato la copertina del numero di aprile/maggio 2020) di avere scritto la serie per essere recitata da Daniela Scalia e un altro attore nelle vesti dei protagonisti, e solo dopo tempo e molte resistenze di aver optato per interpretare il personaggio abbondantemente basato sulla sua storia personale.

## Musica / Colonne sonore
Tramontin è autore delle colonne sonore di Sport Crime e frontman e autore dei brani originali degli Xpensive Legs, la rock band ufficiale della serie TV Sport Crime. 
Il 7 Febbraio 2025  gli Xpensive Legs hanno debuttato al Rock'n'Roll Milano suonando le sigle e i temi di Sport Crime. L'evento è stato riportato dalla stampa come una serata glam e fashion con Tramontin "fisico alla Iggy Pop di quasi 2 metri". 

## Esperienze sportive

### Rugby Union
Alto 199 cm per un peso forma di 99 kg, viene dal settore giovanile del Rugby Belluno. A livello seniores ha giocato con Belluno, ASD Rugby Casale, Piacenza, Brescia, Viadana, Glen Innes, New York, Chicken Rozzano, Cus Milano, Bellinzona, Lugano.
Ha rappresentato 3 nazioni in 3 sport diversi. 
È il più anziano esordiente a livello internazionale dell'IRB avendo vestito a 41 anni la maglia dell'Ungheria, nazione del bisnonno paterno.
È anche l'unico rugbista ad aver giocato in serie A nonostante una malformazione da talidomide alla mano destra in cui ha solamente 3 dita.

### Football australiano
Dal 2008, avendo raggiunto il limite di età per giocare a rugby a 15, passa al football australiano guadagnando 9 presenze con la nazionale italiana tra test match e EuroCup 2009 a Samobor.
Eleggibile per residenza, nel 2010 ha scelto di giocare con il Lugano e con la Svizzera nella successiva EuroCup 2010 a Parabiago-Milano, collezionando altri 11 caps internazionali. 

### Rugby League
Nell'agosto 2011 ha aggiunto il Rugby League (o rugby a 13) agli sport praticati a livello agonistico. Dopo alcune partite giocate con i Magnifici Firenze nel campionato italiano, arriva la convocazione con la nazionale ungherese da parte dell'allenatore Adam Nunn.

### Hockey ghiaccio
Dal 2006 Tramontin pratica anche l'hockey ghiaccio a livello amatoriale, con la squadra del GGDT Bellinzona, che partecipa a tornei cantonali. 
Vikings Rivera: per un breve periodo ha praticato la via più agonistica con i Vikings di Rivera (giocando da attaccante difensivo).

### Allenatore
Ha allenato varie squadre di rugbisti disabili insieme ai colleghi Daniela Scalia e Gianluca Veneziano in Ticino. La formula di gioco inedita deriva da varie forme di rugby e football australiano.
Allena professionalmente atleti di calcio, tennis e hockey ghiaccio con le tecniche miste del Rugball, protocollo che permette collisioni in sicurezza e miglioramento di motricità e autostima. 
Nella stagione 2018-2019 è stato sotto contratto professionale con l'FC Lugano.

## Libri
Nel luglio 2015 è uscito per Miraggi Edizioni In onda con tre dita. Retroscena, humour e rugby di una vita al limite scritto da Tramontin con Daniela Scalia.

## Curiosità
Nel 2016 Tramontin ha rilasciato un'intervista al magazine maltese "Guinea Pigs Club" raccontando alla giornalista Nadia Vella il suo storico legame con gli animali, e in particolare i porcellini d'India: "So che non sono persone, ma solo sul piano razionale, istintivamente invece li sento molto vicini agli esseri umani, hanno 3 dita come me e le usano senza pensarci troppo, forse per questo".
Nel 2019 ha dichiarato a Globetodays che il figlio Nico ha per tatuaggio sulla nuca le tre dita stilizzate del padre: "serve a rinforzare ulteriormente un legame già enorme".
Durante le riprese dell'episodio “Get Pack” girato a Casale Sul Sile Tramontin si è scontrato senza controfigure con i rugbisti della squadra di Serie A del Rugby Casale. Il figlio Nico ha dichiarato a Globetodays: «È la sua natura, deve suonare, giocare, placcare, quando boxiamo contro gli dico di ragionare, ma la parte “animale” che vedete nella serie è quella della sua vita».    
In un'intervista al Magazine "Sport di Più" ha dichiarato di avere il morbo di Crohn e per questo di poter mangiare solo pesce e uova mentre il resto sono integratori.